# ويزلي بويل
ويزلي بويل (بالإنجليزية: Wesley Boyle)‏ (30 مارس 1979 في المملكة المتحدة - ) هو لاعب كرة قدم بريطاني في مركز الوسط. شارك مع منتخب أيرلندا الشمالية تحت 21 سنة لكرة القدم ومنتخب أيرلندا الشمالية الوطني لكرة القدم للناشئين ‏. أما مع النوادي، فقد لعب مع بورتاداون وليدز يونايتد ونادي دونكاستر روفرز وLoughgall F.C. ‏.

## وصلات خارجية
- ويزلي بويل على موقع قاعدة بيانات كرة القدم.إي يو (الإنجليزية)
- ويزلي بويل على موقع Soccerbase.com (لاعب) (الإنجليزية)
- ويزلي بويل على موقع عالم كرة القدم.نت (الإنجليزية)